# Tomáš Masaryk
Tomáš Garrigue Masaryk (Hodonín, 7 de março de 1850 – Lány, 14 de setembro de 1937) foi um político que se bateu pela independência checa e que se tornou o primeiro presidente da Checoslováquia em 1918.
Foi um cientista, filósofo, pedagogo, político e jornalista. Estudou em Brno, Viena, e Leipzig, e dominava várias línguas além do checo e do eslovaco (latim, francês, polaco, alemão, inglês). Foi professor universitário em Praga e Viena. Grande personalidade e dono de enorme carisma é por vezes chamado "O Presidente Libertador" e "Pai Masaryk".

## Vida política
Masaryk serviu no Reichsrat (Conselho Imperial Austríaco) de 1891 a 1893 com o Partido dos Jovens Checos e de 1907 a 1914 no Partido Realista Checo, o qual ele fundou em 1900. Na época, Masaryk ainda não propagandeava a independência Checa e Eslovaca do império Austro-Húngaro. Masaryk ajudou Hinko Hinković na defesa da Aliança Croato-Sérbia durante o julgamento político de 1909 em Viena; seus membros foram sentenciados a um total de mais de 150 anos de prisão, com algumas sentenças de morte.
Em 1914, quando a Primeira Guerra Mundial eclodiu, Masaryk concluiu que a melhor opção era a independência da Chéquia e da Eslováquia. Ele foi exilado em Dezembro de 1914 com sua filha, Olga, se abrigando em diversos lugares na Europa Ocidental, no Império Russo, nos Estados Unidos e no Japão. Masaryk começou a organizar o povo Chéco e Eslováquio fora do Império Austro-Húngaro durante seu exílio, estabelecendo contatos que seriam cruciais para a Independência Checoslovaca. Ele deu palestras e escreveu vários artigos e memorandos de apoio à causa da Checoslováquia. Masaryk foi fundamental no estabelecimento da Legião Checoslovaca na Rússia como uma força de combate eficaz do lado aliado durante a Primeira Guerra Mundial, quando possuía um passaporte sérvio. Em 1915, ele foi um dos primeiros membros da equipe da Escola de Estudos Eslavos e do Leste Europeu (agora parte da University College London), onde a sociedade estudantil e a sala comum sênior levam seu nome. Masaryk tornou-se professor de Pesquisa Eslava no King's College de Londres, dando palestras sobre o problema das pequenas nações. Apoiado por Norman Hapgood. Masaryk escreveu o primeiro memorando ao então presidente dos Estados Unidos, Woodrow Wilson, referente à independência do estado da Checoslováquia, em janeiro de 1917.
Durante a Primeira Guerra Mundial e depois, Masaryk apoiou a unificação do Reino da Sérvia e do Reino de Montenegro.

## Publicações
Ele escreveu vários livros em tcheco, incluindo The Czech Question (1895), The Problems of Small Nations in the European Crisis (1915), The New Europe (1917) e The World Revolution ( Svĕtová revoluce; 1925) traduzido para o inglês como The Making of a State (1927). Karel Čapek escreveu uma série de artigos, TGM de Hovory ("Conversas com TGM"), que mais tarde foram coletados como a autobiografia de Masaryk:
- (1885) Základové konkretné logiky (Foundations of Concrete logic). Praga. (em alemão:  Versuch einer concreten Logik), Viena, 1887).
- (1898) Otázka sociální (The Social Question). Praga. (em alemão:  Die philosophischen und sociologischen Grundlagen des Marxismus), Viena, 1899).
- (1913) Russland und Europa (Russia and Europe). Jena, Alemanha. (The Spirit of Russia, tr. Eden e Cedar Paul, Londres, 1919).
- (1918) The New Europe, Londres.
- (1919) The Spirit of Russia: Studies in History, Literature and Philosophy, traduzido por Paul, Eden e Cedar, 2 vols. (Londres:  Allen & Unwin, I919)   Vol. 1,   Vol. 2.
- (1922) The Slavs After the War, Londres.
- (1925) Světová revoluce (World revolution). Praga. (The Making of a State, tr. H. W. Steed, Londres, 1927; Making of a State, tr. Howard Fertig, 1970.)